# Mas Joals (Riudellots de la Selva)
Mas Joals és una masia de Riudellots de la Selva (Selva) inclosa a l'Inventari del Patrimoni Arquitectònic de Catalunya.

## Descripció
Es tracta d'un conjunt d'edificacions de diverses èpoques sobreposades que fan difícil la seva descripció. La que sembla la casa principal és coberta a dues vessants, i les obertures són envoltades amb pedra monolítica, algunes amb impostes i la majoria tapiades amb rajols. Destaquen els contraforts de la façana lateral, de pedra vista i una gran obertura amb llinda de fusta i impostada, també tapiada. La part nova, construïda fa pocs anys, té la façana semicircular, arrebossada i pintada. Hi ha una porta d'accés rectangular i tres finestres d'alumini a la dreta.
L'any 1997 es va crear el Centre Tecnològic de les Comarques Gironines que és una fundació privada sense ànim de lucre que presta els serveis tecnològics a empreses i professionals per facilitar la seva adaptació al canvi tecnològic mitjançant l'assessorament, la formació i la informació. El centre té dues aules, una oficina general, un despatx, i un espai amb serveis auxiliars equipat per a la formació i l'assessorament a les empreses.

## Història
Sembla que al segle xi, les donacions de terres són l'origen de la presència d'importants dominis de diferents esglésies i monestirs. D'altra banda, l'església de Sant Esteve de Riudellots disposava també de terres per manetenir els clergues. És el cas de Sicardis, vídua d'Umberto Otó i mare del bisbe de Girona Bernat Umbert que l'any 1090 va donar a la catedral de Girona una terra situada a Joval, lloc que podria ser el Mas Joals, l'actual Centre Tecnològic.